# Čeladná
Čeladná település Csehországban, a Frýdek-místeki járásban. Čeladná Staré Hamry, Ostravice, Horní Bečva, Trojanovice, Pstruží, Bílá, Kunčice pod Ondřejníkem és Prostřední Bečva településekkel határos. Lakosainak száma 2904 fő (2024. január 1.).

## Népesség
A település lakosságának változását az alábbi diagram mutatja:
| Lakosok száma | 2129 | 2490 | 2506 | 2311 | 2179 | 2035 | 2739 | 2800 | 2843 | 2904 |
|               | 1869 | 1890 | 1921 | 1950 | 1980 | 2001 | 2017 | 2019 | 2022 | 2024 |